# 苏厄德半岛

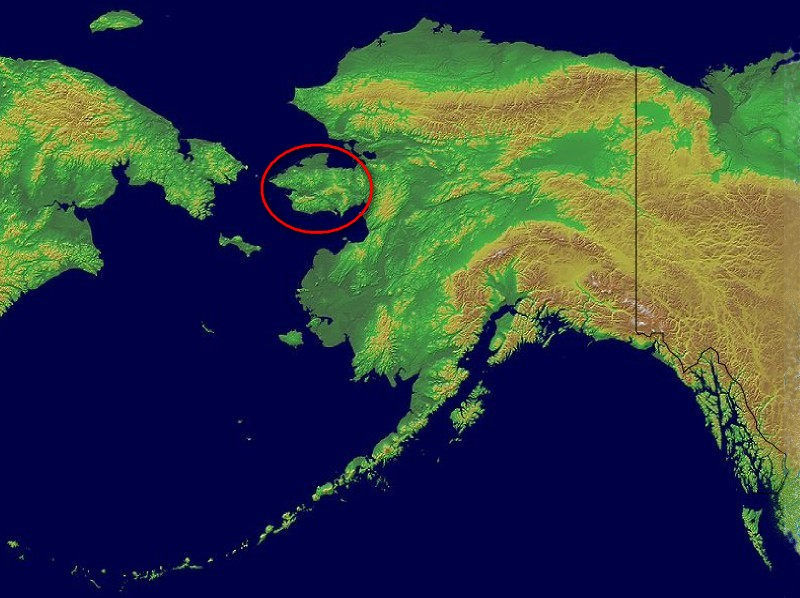
苏厄德半岛位置圖

苏厄德半岛（Seward Peninsula）位于美国阿拉斯加州西部，其西端威尔士王子角是北美洲的最西端。南为诺顿湾和白令海，西隔白令海峡与亚洲大陆相望，北为楚科奇海和科策布湾。长约330千米，宽145到225千米。该半岛得名于1867年代表美国与俄国谈判购得阿拉斯加领土的美国国务卿威廉·H·苏厄德。
65°30′N 163°30′W / 65.500°N 163.500°W